# Hammamet (Algeria)
Hammamet è un comune dell'Algeria, situato nella provincia di Tébessa.